# Кушнир, Антон Сергеевич
Анто́н Серге́евич Кушни́р (род. 13 октября 1984 года, Червоноармейск, Ровенская область, Украинская ССР) — белорусский фристайлист, выступающий в акробатике. Олимпийский чемпион 2014 года, обладатель Кубка мира 2009/2010 (выиграл 4 этапа из 6, один раз занял второе место и один раз третье), серебряный призёр общего зачёта Кубка мира 2007/2008, бронзовый призёр чемпионата мира 2011 года. Заслуженный мастер спорта Республики Беларусь (2017).

## Общая информация
Первый тренер — Галина Петровна Досова. С 2002 года живёт и тренируется в Белоруссии (в Минске). Выступает за «Динамо» (Минск).
Участник Олимпийских игр 2006 и 2010 годов. На Олимпиаде-2010 в Ванкувере, являясь одним из главных фаворитов турнира, в квалификации лидировал после первого прыжка, но во втором неудачно приземлился, у него отстегнулась лыжа и в итоге Кушнир показал только 21-й результат во второй попытке, не сумев по сумме 2 прыжков пробиться в число 12 финалистов.
В постолимпийском сезоне выиграл бронзовую медаль на чемпионате мира в Дир-Вэлли. Однако в следующих сезонах Антон не показывал выдающихся достижений, а больше боролся с травмами, перенеся две операции. Из-за проблем со здоровьем пропустил чемпионат мира 2013 года.
В олимпийском сезоне 2013/14 Кушнир полностью восстановился, выиграл в январе этап мирового кубка и приехал в Сочи в ранге одного из фаворитов. В первой квалификационной попытке белорус показал седьмой результат, что не позволило ему сразу классифицироваться в финал, но во втором квалификационном прыжке он не испытал проблем с попаданием в шестёрку лучших, показав второй результат. В первом и втором финальных раундах Кушнир занял второе и третье места соответственно, что позволило выйти ему в главный финал. В финале Кушнир совершил сложнейший из существующих в лыжной акробатике прыжок — тройное сальто с пятью пируэтами с коэффициентом сложности 5,0, который принёс ему 134,5 балла и звание олимпийского чемпиона. Данный результат оказался самым высоким баллом, который набирался за один прыжок на Олимпиаде (до этого рекордсменом был американец Эрик Бергоуст, получивший на Олимпиаде в Нагано за свой прыжок 133,05 балла).

## Награды
- Орден Отечества III степени (2014 год)[4].

## Политические взгляды
Подписал открытое письмо спортивных деятелей страны, выступающих за действующую власть Беларуси после жестких подавлений протестов в 2020 году.